# Distretto di El Algarrobal
Il distretto di El Algarrobal è uno dei tre distretti della provincia di Ilo, in Perù. Si trova nella regione di Moquegua e si estende su una superficie di 747 chilometri quadrati.
Istituito il 26 maggio 1970, ha per capitale la città di El Algarrobal.